# Schinkelplatz
Schinkelplatz (pol. „Plac Schinkla”) – trójkątny plac o powierzchni 1700 m², znajdujący się w Berlinie, w dzielnicy Mitte. Po południowej stronie placu do 2020 roku położona była konstrukcja imitująca nieistniejący budynek Berlińskiej Akademii Budownictwa, którego odbudowa planowana jest od czasu zjednoczenia Niemiec, z kolei od zachodu i wschodu plac flankują odpowiednio: ulica Niederlagstraße i kanał Kupfergraben, będący odnogą Sprewy. Nazwa placu pochodzi od nazwiska pruskiego architekta Karla Friedricha Schinkla.

## Historia

### Utworzenie, budowa pomników i przebudowa

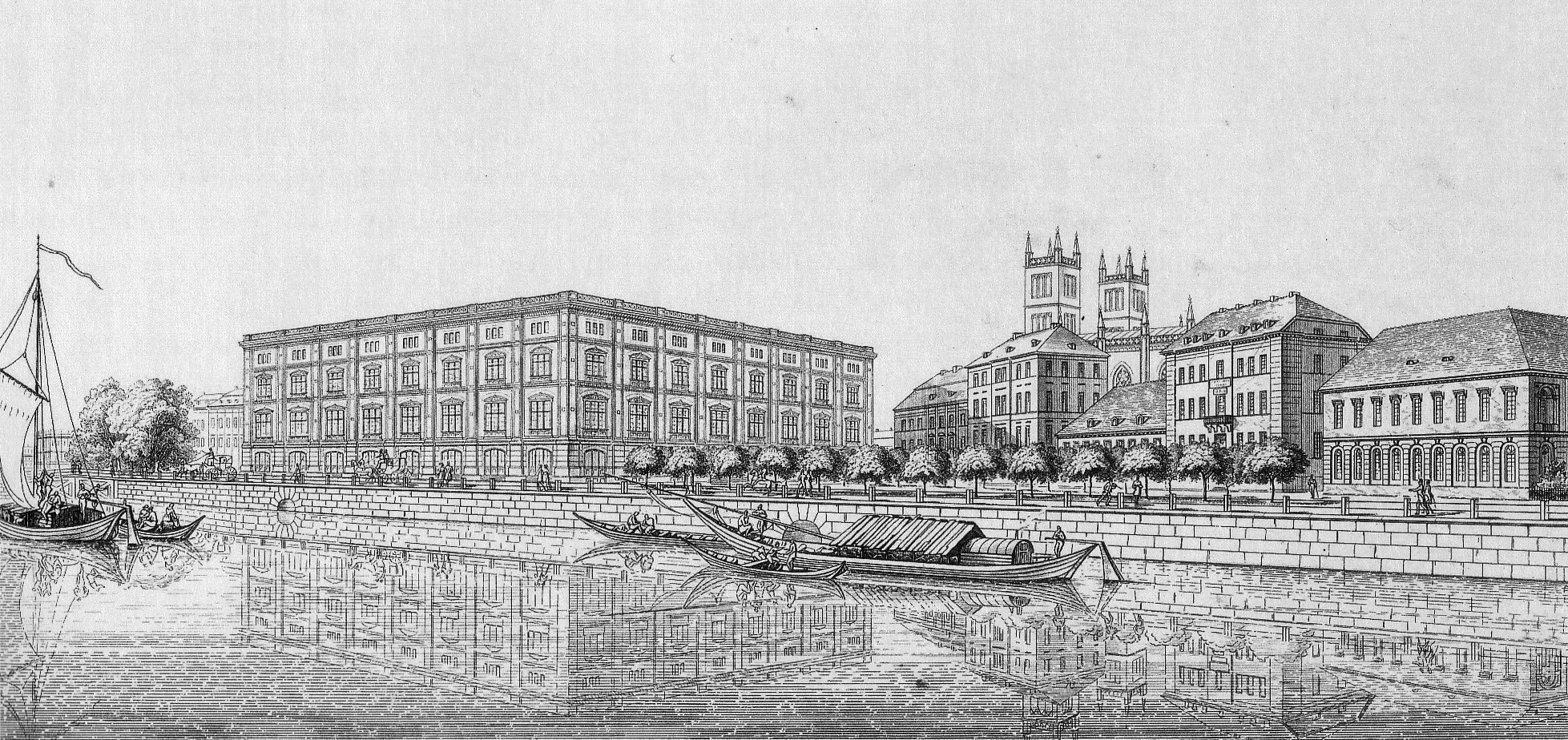
Rysunek placu autorstwa Karla Friedricha Schinkla z 1831 roku

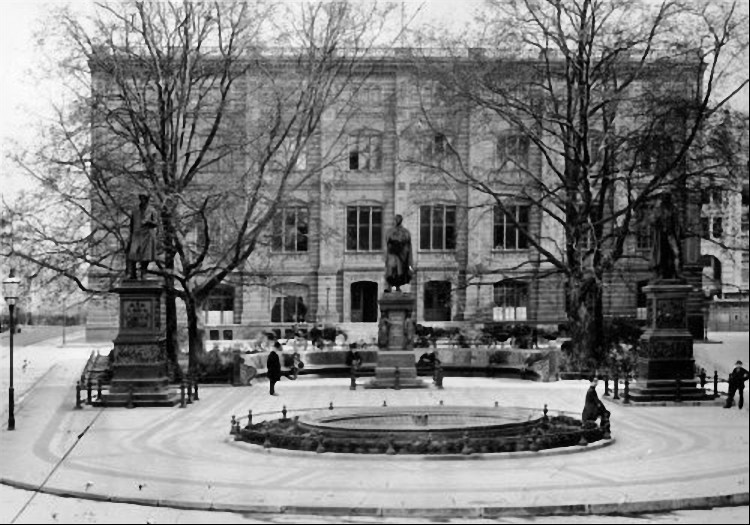
Schinkelplatz w 1888 roku

Karl Friedrich Schinkel planował utworzenie po północnej stronie zaprojektowanego przez siebie i wybudowanego w latach 1832–1836 budynku Berlińskiej Akademii Budownictwa otoczonego drzewami placu, którego wyobrażenie przedstawił na rysunku z 1831 roku (rysunek ten w postaci miedziorytu został opublikowany dwa lata później w zbiorze Sammlung Architektonischer Entwürfe). Ostatecznie plac został utworzony pod nazwą Schmuckplatz w 1837 roku według projektu Petera Josepha Lennégo jako posiadająca trójkątną formę, otwarta przestrzeń. W 1860 roku na placu wybudowano pomnik Albrechta Thaera, z kolei w następnym roku – pomnik Christiana Petera Wilhelma Beutha. W 1869 roku na placu został zbudowany pomnik Karla Friedricha Schinkla i wtedy też decyzją rady miasta zmieniono nazwę placu na Schinkelplatz. W takiej postaci plac stał się ważną częścią historycznego, berlińskiego obszaru Friedrichswerder.
W latach 1886–1887 Schinkelplatz został przebudowany zgodnie z planami ministerialnej komisji budowlanej. W trakcie inwestycji, której koszty pokrył komitet budowy pomnika Schinkla obszar przed pomnikami został pokryty dekoracyjną mozaiką z ozdobnego bruku. Na środku tego obszaru wybudowano fontannę z okrągłą, kamienną niecką, w środku której został umieszczony wykonany z brązu wieniec z pięciu liści akantu. Za pomnikami natomiast została zbudowana monumentalna, półokrągła ława w formie eksedry z polerowanego granitu.

#### Opisy pomników
Pomnik Albrechta Thaera był ostatnim projektem rzeźbiarza Christiana Daniela Raucha. Po śmierci Raucha został zrealizowany przez jego ucznia Hugona Hagena. Thaer uznawany jest za twórcę nowoczesnych uczelni rolniczych w Prusach. Pomnik ukazuje go w wyprostowanej postawie z lewą ręką trzymającą rękojeść pługa. Cztery reliefy z górnej części cokołu przedstawiają alegoryczne sceny z jego pracy, natomiast cztery reliefy z dolnej części prezentują konkretne sytuacje z życia Thaera.
Pomnik Petera Christiana Wilhelma Beutha jest wspólnym dziełem dwóch innych uczniów Christiana Daniela Raucha: Augusta Kissa i Friedricha Drakego. Beuth był wyższym urzędnikiem, skutecznie promującym przejście z systemu manufaktur do systemu produkcji przemysłowej w Prusach. Kiss stworzył pomnik, z kolei Drake jest autorem reliefów, spośród których te górne przedstawiają alegorie wzajemnego oddziaływania na siebie przemysłu i handlu oraz sztuki i nauki, natomiast dolne ukazują sceny postępu technicznego i cywilizacyjnego w ówczesnych czasach.
Friedrich Drake zaprojektował także pomnik Karla Friedricha Schinkla, który jako architekt miał decydujący wpływ na wygląd centrum Berlina – poza budynkiem Berlińskiej Akademii Budownictwa zaprojektował m.in. most Zamkowy (niem. Schloßbrücke), Nowy Odwach, kościół Friedrichswerder i Stare Muzeum. Schinkel jest przedstawiony z kredką w jednej dłoni i planem Starego Muzeum na desce kreślarskiej w drugiej. Cokół pomnika ma ścięte narożniki, w których zostały umieszczone cztery kariatydy symbolizujące historię, architekturę, malarstwo i rzeźbę.

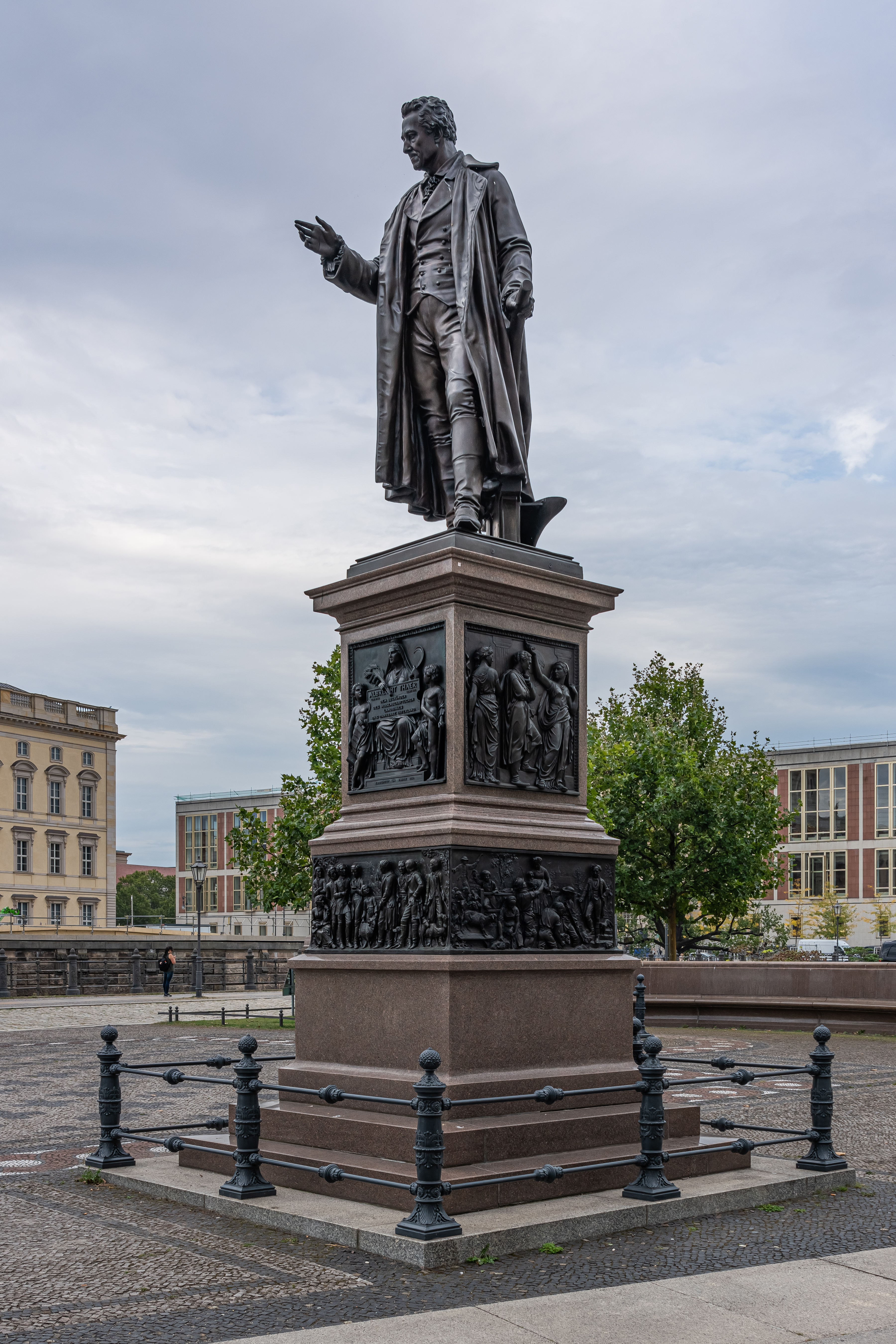
Pomnik Thaera
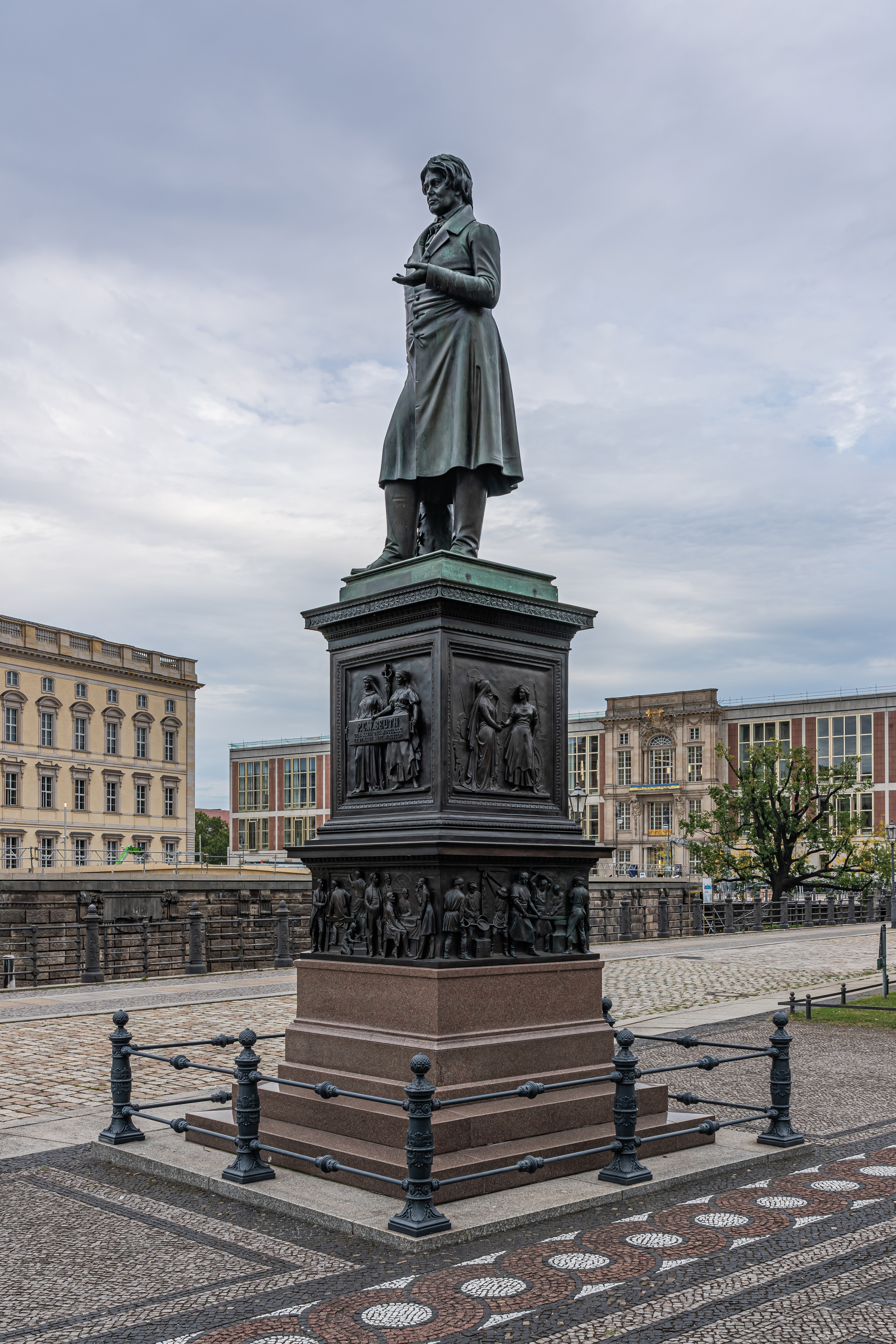
Pomnik Beutha
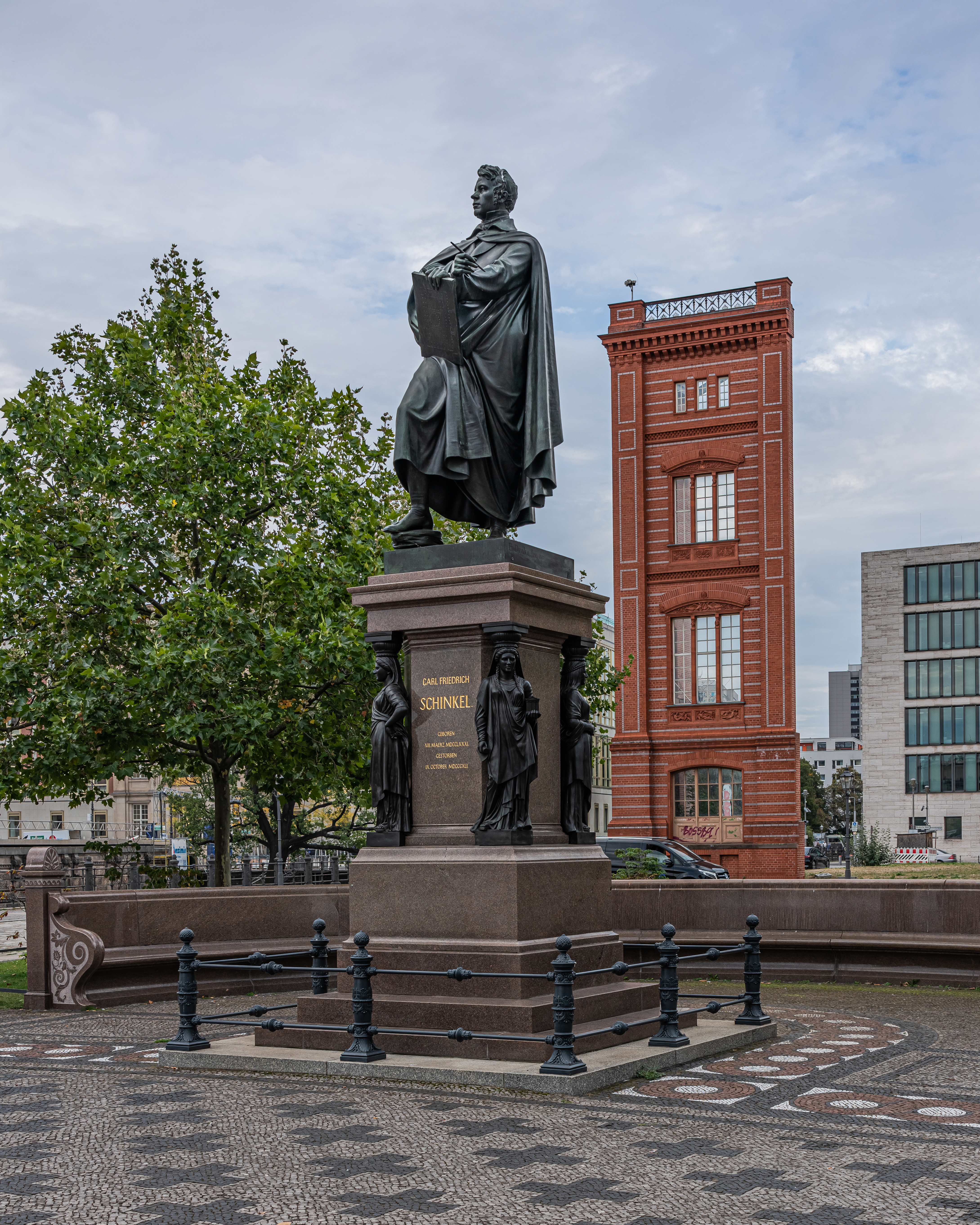
Pomnik Schinkla

### II wojna światowa i dalsze losy

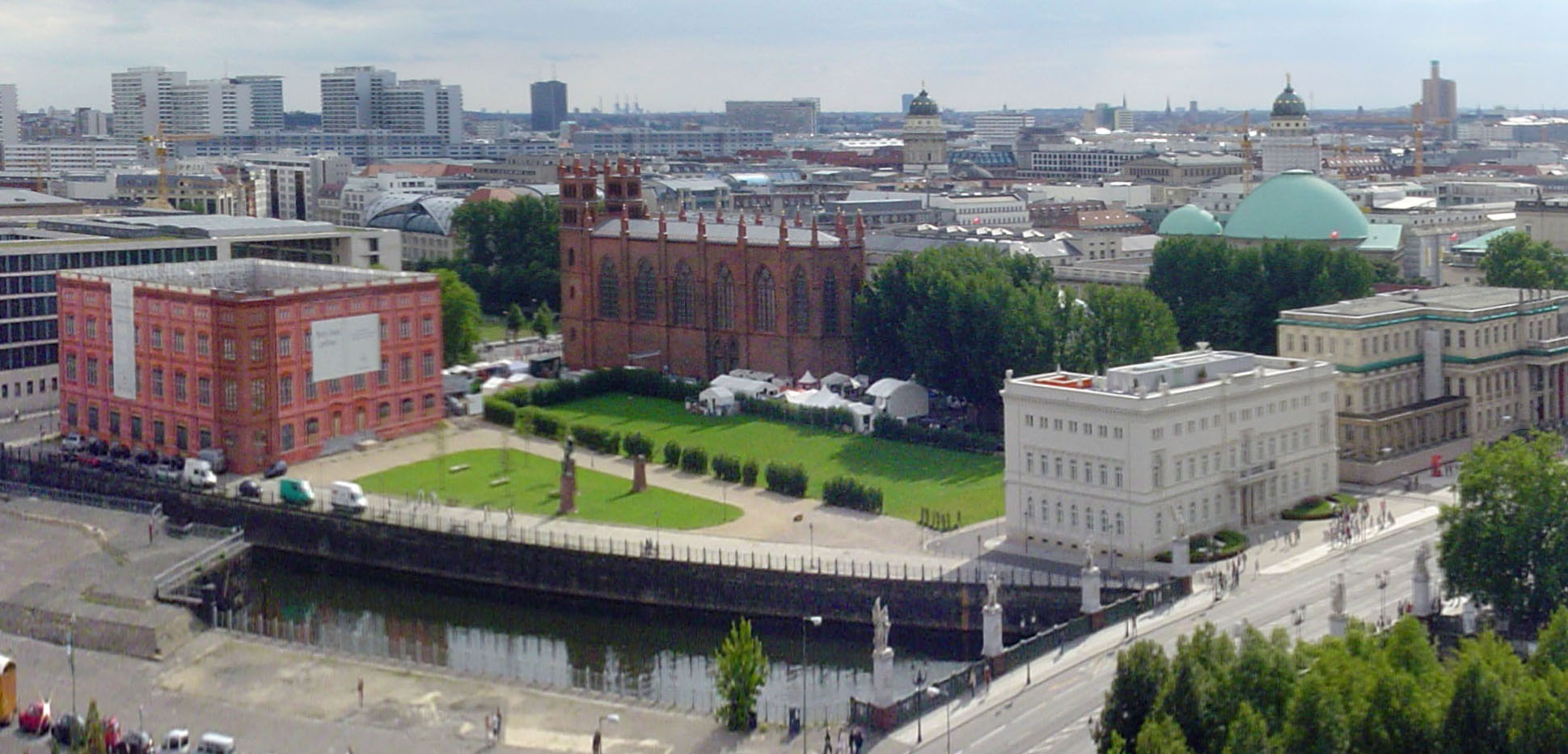
Schinkelplatz w 2008 roku

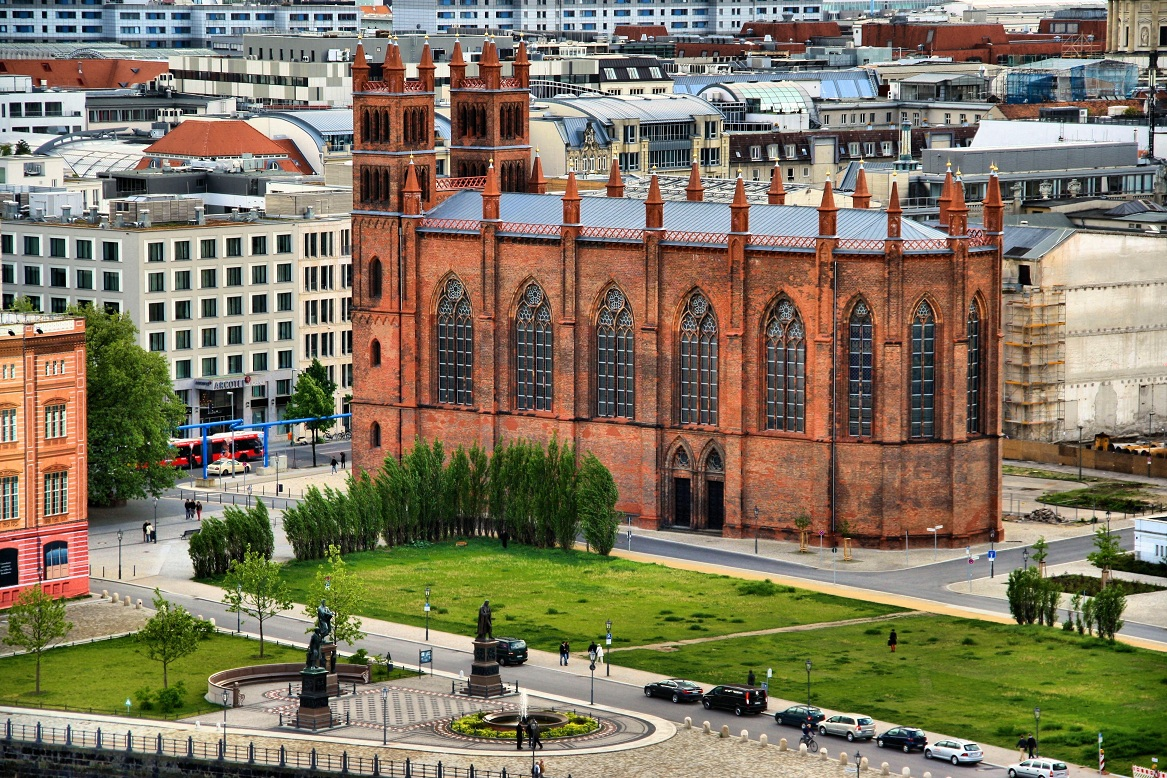
Schinkelplatz w 2012 roku; na pierwszym planie kościół Friedrichswerder

Podczas II wojny światowej plac Schinkelplatz wraz ze znajdującym się przy nim budynkiem Berlińskiej Akademii Budownictwa, a także innymi okolicznymi budynkami został zniszczony. W 1962 roku zburzono gmach Berlińskiej Akademii Budownictwa, natomiast sam plac zlikwidowano – trzy pomniki stojące na nim przeniesiono do innych lokalizacji, w obrębie Uniwersytetu Humboldtów. W latach 1964–1967 na obszarze, w skład którego wchodził zarówno Schinkelplatz, jak i budynek akademii wybudowano nową siedzibę Ministerstwa Spraw Zagranicznych NRD. Po zjednoczeniu Niemiec, w 1995 roku przeprowadzono rozbiórkę budynku i na obszarze dawnego Schinkelplatz tymczasowo urządzono trawnik. W 1996 roku na terenie historycznego placu, w pierwotnym miejscu umieszczony został pomnik Schinkla. W 1999 roku przywrócony został pomnik Beutha, zaś rok później postawiono kopię pomnika Thaera – oryginał pozostał na wydziale rolnictwa Uniwersytetu Humboldtów.
W latach 2007–2008 za środki rządowego programu Hauptstadt Berlin – Parlaments- und Regierungsviertel została przeprowadzona przebudowa placu Schinkelplatz, mająca na celu przywrócenie go do pierwotnej postaci. Wiernie odtworzono wtedy historyczny wygląd placu w oparciu o oryginalne plany z lat 1886–1887. Została przywrócona posadzka z kolorową mozaiką, a także kamienna fontanna z wykonanym z brązu wieńcem z liści akantu oraz ława-eksedra z polerowanego granitu. Wykonano również pod kierownictwem berlińskiego rzeźbiarza Hansa Starckego nowe cokoły trzech pomników wzorowane na oryginalnych, a także zrekonstruowano utracone żeliwne reliefy z pomników Thaera i Beutha. 17 października 2008 roku odbyło się otwarcie przebudowanego placu. W lipcu 2011 roku zostały przywrócone zrekonstruowane kariatydy z pomnika Schinkla.

#### Plany zabudowy i realizacja

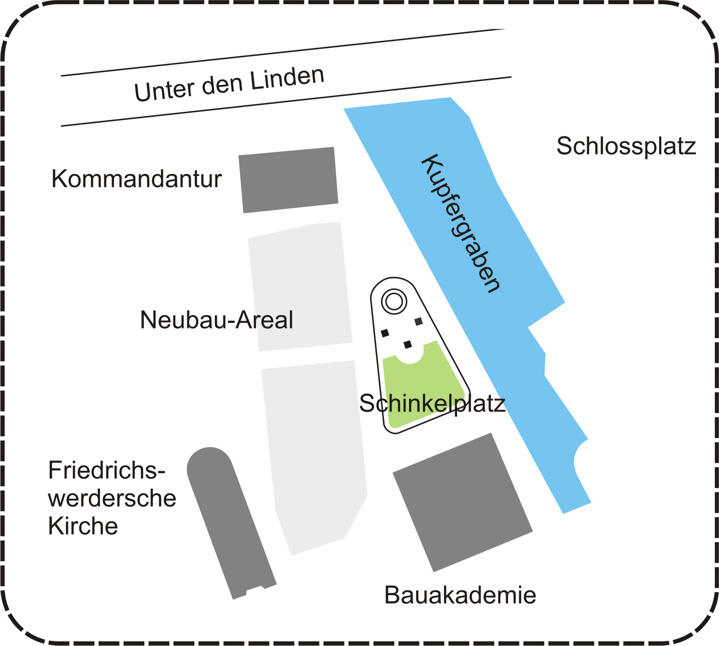
Schemat otoczenia placu

Po zjednoczeniu Niemiec wiele razy powracał pomysł zrekonstruowania gmachu Berlińskiej Akademii Budownictwa, o co starało się Stowarzyszenie Akademii Budownictwa (niem. Förderverein Bauakademie). W latach 1999–2001 zrekonstruowano północno-wschodni narożnik fasady budynku, zaś w 2004 roku do narożnika dostawiono konstrukcję imitującą budynek. We wnętrzu konstrukcji zbudowano przykładowe pomieszczenie wzorowane na dawnej, znajdującej się na pierwszym piętrze sali oryginalnego budynku. W listopadzie 2016 roku Komisja Budżetowa Bundestagu zdecydowała o przyznaniu 62 milionów euro dotacji na odbudowę budynku, której rozpoczęcie było planowane na 2020 lub 2021 rok. Na początku 2020 roku rozebrano konstrukcję imitującą gmach.
Na zabudowę obszaru położonego przy ulicy Niederlagstraße, pomiędzy kościołem Friedrichswerder i działką po budynku akademii w marcu 2012 roku został przeprowadzony konkurs, którego inicjatorem był współdziałający z senackim wydziałem do spraw rozwoju miasta i środowiska (niem. Senatsverwaltung für Stadtentwicklung und Umwelt) monachijski inwestor. Do konkursu zostało zgłoszonych piętnastu uczestników, którzy mieli za zadanie zaprojektować zgodne z restrykcyjnymi wymogami Senatu Berlina budynki przeznaczone na cele mieszkaniowe i komercyjne. Wyniki konkursu zostały ogłoszone w czerwcu 2012 roku: I nagrodę za zaprojektowanie części komercyjnej zabudowy (Grupy A) dostało biuro architektoniczne Volker Staab Architekten z Berlina, zaś I nagrodę za projekt części mieszkaniowej (Grupy B) wywalczyło biuro Bruno Fioretti Marquez Architekten z Berlina. Wartość każdej z pierwszych nagród wynosiła 6 tysięcy euro
W czerwcu 2014 roku firma deweloperska Frankonia Eurobau, odpowiedzialna za realizację projektu nowej zabudowy Schinkelplatz, ogłosiła, że prace budowlane rozpoczną się wiosną następnego roku. Zabudowę placu miał stanowić kompleks luksusowych budynków, w którym zaplanowano 50 mieszkań własnościowych o łącznej powierzchni 4800 m². Dodatkowo w części parterowej miało się znaleźć 3700 m² powierzchni użytkowej, przeznaczonej na biura, sklepy i restauracje. Ostatecznie kompleks powstał w latach 2017–2019.